# Fidżi na Letnich Igrzyskach Paraolimpijskich 2012
Fidżi na Letnich Igrzyskach Paraolimpijskich 2012 w Londynie reprezentował jeden sportowiec. Był to siódmy start reprezentacji tego kraju na igrzyskach paraolimpijskich (po występach w latach 1964, 1976, 1996, 2000, 2004 i 2008).
Iliesa Delana zdobył złoty medal w skoku wzwyż. Został tym samym pierwszym Fidżyjczykiem, który stanął na podium igrzysk paraolimpijskich. Dało to Fidżi 52. miejsce w klasyfikacji medalowej.

## Zdobyte medale
| Medal | Zawodnik      | Dyscyplina    | Konkurencja    |
| ----- | ------------- | ------------- | -------------- |
| Złoto | Iliesa Delana | Lekkoatletyka | skok wzwyż F42 |

## Wyniki

### Lekkoatletyka
Konkurencje techniczne
| Zawodnik      | Konkurencja    | Finał    | Finał   | Źródło |
| Zawodnik      | Konkurencja    | Rezultat | Miejsce | Źródło |
| ------------- | -------------- | -------- | ------- | ------ |
| Iliesa Delana | skok wzwyż F42 | 174 cm   | złoto   | [ 3 ]  |